# Sphaeroniscus flavomaculatus
Sphaeroniscus flavomaculatus är en kräftdjursart som beskrevs av Gerstaecker 1854. Sphaeroniscus flavomaculatus ingår i släktet Sphaeroniscus och familjen Scleropactidae. Inga underarter finns listade i Catalogue of Life.